# Jimmy Amadie
James V. 'Jimmy' Amadie Jr. (5 januari 1937 – Bala Cynwyd, 10 december 2013) was een Amerikaanse jazz-pianist en muziekpedagoog, die actief was in Philadelphia.
Amadie toerde eind jaren 50 met Woody Herman and His Orchestra, begeleidde Mel Tormé en speelde met onder anderen Coleman Hawkins en Red Rodney. Wegens een peesontsteking stopte hij zijn carrière als muzikant om voortaan les te geven. Hij deed dat aan Berklee College of Music en aan de Villanova University in Philadelphia, tot zijn studenten behoorden John Di Martino en Kurt Rosenwinkel. In 1994 ging Amadie opnieuw opnemen. Het resultaat was de soloplaat Always With Me, waaraan hij twee jaar had gewerkt. Daarna volgden er nog negen, gemaakt met gastmusici als Joe Lovano, Benny Golson, Phil Woods, Lew Tabackin, Randy Brecker en Lee Konitz. In de ritmesectie speelden Bill Goodwin, Steve Gilmore of Tony Marino. In 2011 trad Amadie na 44 jaar weer in het openbaar op, in de Grand Hall van het Philadelphia Museum of Art.
Amadie overleed in december 2013 in de leeftijd van 76 jaar aan de gevolgen van longkanker.
In 2012 verscheen er een documentaire over Amadie, Get Me a Fight.

## Discografie
- 1995 Altijd bij me (TP)
- 1997 Het genieten van elke noot (TP)
- 2002 In triobezetting: Een eerbetoon aan Frank Sinatra (TP)
- 2003 Live in de Red Rock Studio: Een eerbetoon aan Tony Bennett (TP)

- 2006 Let's Groove! (TP)
- 2007 The Philadelphia Story (TP)
- 2011 Iets speciaals (TP)
- 2013 Live in het Philadelphia Museum of Art (TP)

- Gemeinsame Normdatei: 1045512265
- International Standard Name Identifier: 0000 0000 2176 0923
- Library of Congress Control Number: n81048783
- MusicBrainz: ce52f365-4c05-4f6b-a767-0dc5362ea3b3
- Nationale Bibliotheek van Israël: 987007358037805171
- Nederlandse Thesaurus van Auteursnamen: 090838513
- Virtual International Authority File: 65324729
- WorldCat: E39PBJdMgphBw9cmBD7twbYgKd